# Achtopol
Achtopol (bułg. Ахтопол, Achtopoł; gr. Αγαθούπολις, Agatupolis) – najbardziej wysunięte na południe miasto-kurort nad Morzem Czarnym w Bułgarii. Miasto położone jest na skalistym półwyspie u podnóża łańcucha górskiego Strandża. Znajduje się 14 km na południe od Carewa i 5 km na północ od ujścia rzeki Weleka.

## Historia

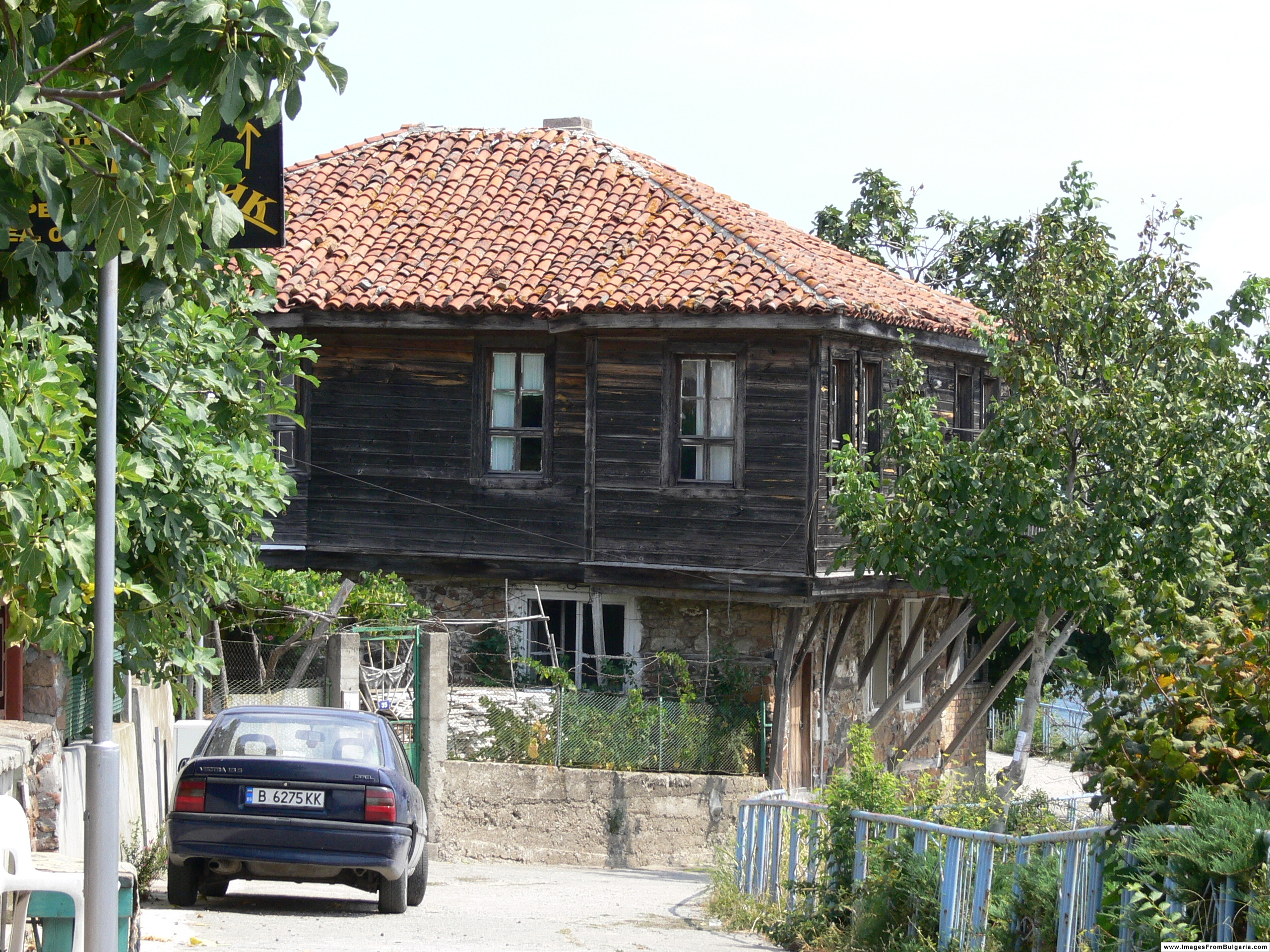

Miasto zostało założone około 430 r. p.n.e. przez greckich kolonizatorów z Aten. Uważa się, że założenie miasteczka ma związek z działalnością Peryklesa na wybrzeżu Morza Czarnego. W najstarszych wzmiankach miejscowość nazywana była Ablikon Tichos (ściana Tichosa). Po najazdach barbarzyńców w V-VII wieku, miasto zostało odbudowane przez bizantyjskiego dowódcę, Agathona, który nazwał je Agathopol. Agathopol zaczął funkcjonować jako centrum targowe, od kiedy zaczęto tu bicie monet. Był również portem przeładunkowym. Po upadku Bizancjum rozpoczął się okres niewoli tureckiej (1453-1913 r.). Wówczas miasteczko zostało przemianowane na Achtembol. We wrześniu 1913 roku Achtopol znalazł się na terytorium Bułgarii. Ludność grecka i turecka została wygnana. Wiek XX był dla Achtopola pasmem wielu tragedii. W 1918 roku w siedzibie wójta wybuchł pożar. Trzeba dodać, że cała ówczesna zabudowa miasteczka była drewniana. Z powodu silnego wschodniego wiatru ogień w ciągu zaledwie paru godzin strawił prawie wszystkie budynki. Zachowały się jedynie dzwonnica cerkwi Święta Wniebowzięcia, szkoła i parę domów we wschodniej części miasteczka. Rok 1919 rozpoczął się dla Achtopola epidemią hiszpanki. Miasto po pożarze było pozostawione bez jakiejkolwiek opieki medycznej. Wskutek pożaru i epidemii hiszpanki populacja Achtopola zmniejszyła się z 4800 osób do zaledwie 1202 osób. W Wielkanoc 1938 skały z nasypu ochronnego w porcie obsunęły się i spadły na zacumowane w porcie statki. W czerwcu 1945 roku kolejny pożar strawił doszczętnie 20 domostw w górnej dzielnicy Achtopola. Zimą 1973 o skały rozbił się turecki statek. Do morza dostały się beczki z sodą kaustyczną, co spowało katastrofę ekologiczną, skutecznie zatuszowaną i przemilczaną przez ówczesne władze.
W 1975 nagrywane były tam sceny do filmu Smuga cienia Andrzeja Wajdy z Markiem Kondratem w roli głównej.
Obecnie Achtopol jest popularnym kurortem. W miasteczku funkcjonują trzy hotele, wiele pensjonatów i prywatnych kwater. Achtopol rozkwita w sezonie letnim. Dla miejscowych to główne zajęcie. Sezonowo otwierane są tu ponad 20 restauracji.